# Orógeno Brasília
O Orógeno Brasília está localizado entre 21ºS e 23ºS e sua porção meridional está inserida no estado de Minas Gerais, no Brasil. O Orógeno possui aproximadamente 1800Km de extensão, alinhados a um lineamento N-S. O Orógeno Brasília foi um dos sistemas orogênicos formados em torno do paleocontinente São Francisco-Congo durante a amalgamação do Gondwana ocidental durante o Neoproterozoico, conhecido como Evento Brasiliano. A Porção Setentrional do Orógeno evoluiu separadamente durante a colisão Brasiliana, e retrata convergências distintas nas margens noroeste e sudoeste do Cráton São Francisco. (Tedeschi, M. 2018)
O paleocontinente Amazônia esteve envolvido na formação da porção norte do Orógeno Brasília, enquanto a parte sul foi resultado da colisão entre o paleocontinente São Francisco com o bloco do Paranapanema. (Tedeschi, M. 2018)
O estágio colisional da parte meridional do orógeno formou um complexo sistema de nappes com vergência a leste no qual cada sistema de nappe apresenta comportamentos de domínios tectonometamorficos distintos. (Tedeschi, M. 2018).

## Contexto Geológico

### Embasamento

#### Embasamento da nappe Socorro Guaxupé
O Bloco Paranapanema é considerado o embasamento da Nappe Socorro-Guaxupé (Campos Neto et al., 2011). Porém foi coberto por rochas vulcânicas e sedimentares da bacia Paraná durante o rift do Gondwana no cretáceo. Portanto a composição do embasamento é inferida via geofísica e litoquímica, que apontam para uma composição granítica (Cordani et al., 1984). O bloco Paranapanema apresenta idades Paleo a Mesoproterozoica de composição predominante ortognáissica e apresenta uma área de 10^5 Km² (Mantovani e Brito-Neves, 2009).

#### Embasamento do Cráton São Francisco
As rochas do embasamento relacionadas ao cráton São Francisco estão localizadas principalmente ao longo da zona de cisalhamento Ouro Fino, e apresentam idades Arqueanas a Paleoproterózoicas. Essas rochas são representadas pelos complexos Pouso Alegre e São Vicente, o primeiro deles apresenta idades calculadas por volta de 2.15Ga de rochas juvenis retrabalhadas do Cinturão Mineiro (Cioffi et al., 2016). O complexo são Vicente apresenta rochas metassedimentares e anfibolitos de ambiente de margem convergente cuja fonte primaria foram as rochas do Complexo Pouso Alegre (Westin et al., 2016).
O embasamento arqueano apresenta rochas do tipo TTGs de aproximadamente 3.0Ga que foram interpretados como produto de fusão parcial de rochas máficas (Tedeschi, M. 2018)

#### A Nappe Socorro-Guaxupé
É um segmento crustal de aproximadamente 10km de espessura, composto de gnaisses migmatizados, interpretados como um arco magmático do tipo Andeano que foi formado ao redor do bloco Paranapanema (Campos Neto and Caby, 2000).

#### Unidades da Nappe Socorro Guaxupé
A nappe socorro Guaxupé é subdividida nas nappes Guaxupé (setentrional) e Socorro (meridional), que são separadas entre si pela janela tectônica da zona de cisalhamento de Ouro Fino. (Tedeschi, M. 2018). A nappe é distribuída forma assimétrica, de maneira que é possível observar maior grau de fusão parcial do Norte para o Sul. Ao Norte aflora a unidade basal granulítica de aproximadamente 3km de espessura, composta de rochas metamagmáticas. Sotoposta a ela aflora a unidade superior metatexítica e ao sul aflora a unidade diatexítica.
A unidade metatexítica é composta principalmente de gnaisses e migmatitos metassedimentares nos quais o grau de anatexia diminui da base para o topo. Na unidade diatexítica predomina um granito-gnaisses de anatexia. (Tedeschi, M. 2018)

### Magmatismo de Arco
Essa unidade granulítica registra a formação de um arco magmático de idade calculada entre 0.67Ga e 0.64Ga. As assinaturas isotópicas indicam um protólito crustal e um ambiente de margem continental convergente (Mora et al., 2014).

### Metamorfismo
Analises de termobarometria foram feitas nas rochas da Unidade Granulitica e apontaram um pico metamórfico nas condições de 900°C a 1040°C e 12 a 14 KBar. As condições retrogradas foram estimadas entre 740 °C a 980°C de 5 a 8KBar. A unidade metatexitica registra condições por volta dos 1030°C e 12KBar e condições retrogradas de 865°C e 9Kbar (Campos Neto and Caby, 2000).
Os leucossomas nos gnaisses da Unidade Granulitica foram interpretados como produto de uma anatexia anidra na base do arco magmático. Suspeita-se que um metamorfismo decorrente de um evento acrescionario por volta de 0.63Ga foi o responsável pela anatexia (Campos Neto et al., 2011).

### O Sistema de Nappes Andrelândia
Esse sistema está localizado abaixo da nappe Socorro-Guaxupé e é composta de rochas de alto grau metamórfico e apresenta um gradiente metamórfico invertido. Calcula-se que houve um deslocamento de pelo menos 85Km durante a formação das nappes.
Ele é subdividido nas nappes, do topo para a base, Três Pontas-Varginha, Liberdade, Andrelândia (Campos Neto et al., 2011)

#### Estrutura geral
A nappe três pontas-Varginha localiza-se abaixo da nappe Socorro-Guaxupé e também como uma klippe na parte oriental do Orógeno. Apresenta rochas de alta pressão, além de migmatitos e granulito com gênese estimada em torno de 850°C e 16Kbar (Cioffi et al., 2012). A nappe liberdade é composta principalmente de xistos cianiticos com lentes de quartzo e rochas calco-silicaticas. Metabasitos que exibem texturas e características de descompressão foram denominados retro-eclogitos, e tais características foram atribuídas à rápida exumação (Campos Neto et al., 2011). A nappe Andrelândia é composta de grauvacas e metassedimentos pelíticos e psamiticos, além de anfibolitos de alta pressão na nappe Carmo da Cachoeira, que também foram considerados retro-eclogitos. (Garcia e Campos Neto, 2003).

#### Os retro-eclogitos
No Orogeno Brasilia, as rochas que apresentam feições de descompressão foram consideradas retro eclogitos. Elas são encontradas em diversos locais como as nappes Pouso Alegre, Liberdade, Varginha, Andrelândia e Passos (Campos Neto et al., 1999).
As condições metamórficas desses retro-eclogitos foram definidas em 12 a 16Kbar e 700°C a 800°C, porém, há discussão de que uma assembleia mineral de pressões muito maiores foi completamente destruída. Os protólitos dos retro eclogitos tem idades que variam entre 1.5Ga e 0.67Ga, com idades de metamorfismo em 6.7Ga, atribuídas a um evento de subducção ou possivelmente de colisão continental, fato que ainda está em discussão (Reno et al., 2009).

### Evolução tectônica
Atualmente há dois modelos de evolução tectônica para o Orógeno Brasília. O primeiro deles é a teoria da migração de orógeno, no qual a formação dessa região está relacionada à uma única orogenia, a Brasília, na qual a formação das nappes foi um resultado da continua migração do orógeno em direção ao cráton São Francisco. Dessa forma, as nappes inferiores apresentam idades metamórficas mais jovens do que as nappes superiores (Campos Neto et al., 2010; 2011).
O modelo de interferência de orógenos propõe que uma colisão entre orógenos mais jovens, o Brasília e o Ribeira, causou a superposição das estruturas observadas na região (Trouw et al., 2000).

## Referencias Bibliográficas
Campos Neto et al., 1999 Neoproterozoic high-pressure metamorphism and tectonic constraint from the nappe system south of the Sao Francisco Craton, southeast Brazil. Precambrian Research 97 (1–2), 3–26.
Campos Neto et al., 2010, Structural and metamorphic control on the exhumation of high-P granulites: the Carvalhos Klippe example, from the oriental Andrelândia Nappe system, southern portion of the Brasília Orogen, Brazil. Precambrian Research 180, 125–142.
Campos Neto et al., 2011, Orogen migration and tectonic setting of the Andrelândia Nappe system: An Ediacaran western Gondwana collage, south of São Francisco craton. Journal of South American Earth Sciences 32, 393–406.
Campos Neto and Caby, 2000 Lower crust extrusion and terrane accretion inthe Neoproterozoic nappes of southeast Brazil. Tectonics 19, 669–687.
Cioffi et al., 2016 Paleoproterozoic continental crust generation events at 2.15 and 2.08 Ga in the basement of the southern Brasília Orogen, SE Brazil. Precambrian Research 275, 176–196.
Cordani et al., 1984 Estudo preliminar de integração do Pré-Cambriano com os eventos tectônicos da Bacias Sedimentares Brasileiras. Revista Ciência-Técnica-Petróleo. Secção Exploração de Petróleo. Petrobrás/Cenpes/Sintep, Publição15, p. 70.
Garcia e Campos Neto, 2003 Contrasting metamorphic conditions in the Neoproterozoic collision-related Nappes south of Sao Francisco Craton, SE Brazil. Journal of South American Earth Sciences 15 (8), 853–870.
Mantovani e Brito-Neves, 2009 The Paranapanema Lithospheric Block: its nature and role in the Accretion of Gondwana. In: Gaucher, C.; Sial, A.; Halverson, G.; Frimmel, H. (Eds.), Neoproterozoic-Cambrian Tectonics, Global Change and Evolution: A Focus on South Western Gondwana. Elsevier, Amsterdam, 2009. pp. 257–272.
Mora et al., 2014 Syn-collisional lower continental crust anataxis in the Neoproterozoic Socorro–Guaxupé Nappe System, southern Brasília Orogen, Brazil: constraints from zircon U-Pb dating, Sr-Nd-Hf signatures and whole-rock geochemistry. Precambrian Research 255, 847–864.
Tedeschi, M. 2018 Geodynamic evolution of the Southern  Brasília orogen (SE Brazil): New petrochronological insights from UHT and HP metamorphic rocks
Trouw et al., 2000 The central segment of Ribeira belt. In: Cordani, U.G., Milani, E.J., Thomaz Filho, A., Campos, D.A. (Eds.), Tectonic Evolution of South America. 31th International Geological Congress. Rio de Janeiro, Brazil, pp. 287–310.
Westin et al., 2016 Paleoproterozoic intra-arc basin associated with a juvenile source in the southern Brasilia Orogen: application of U–Pb and Hf–Nd isotopic analyses to provenance studies of complex areas. Precambrian Research 276, 178–193.